# オーバーフランケン
オーバーフランケン（Oberfranken）は、バイエルン州の北東部に位置する地域で、同州に7つある行政管区（または「県」とも訳す）の一つ。オーバーフランケン郡市連合区はこの行政管区と完全に同一の地域である。ザクセン州、テューリンゲン州、ウンターフランケン行政管区、ミッテルフランケン行政管区およびオーバープファルツ行政管区と境界を接する。また、チェコとの国境にも接している。

## オーバーフランケン行政管区の構成

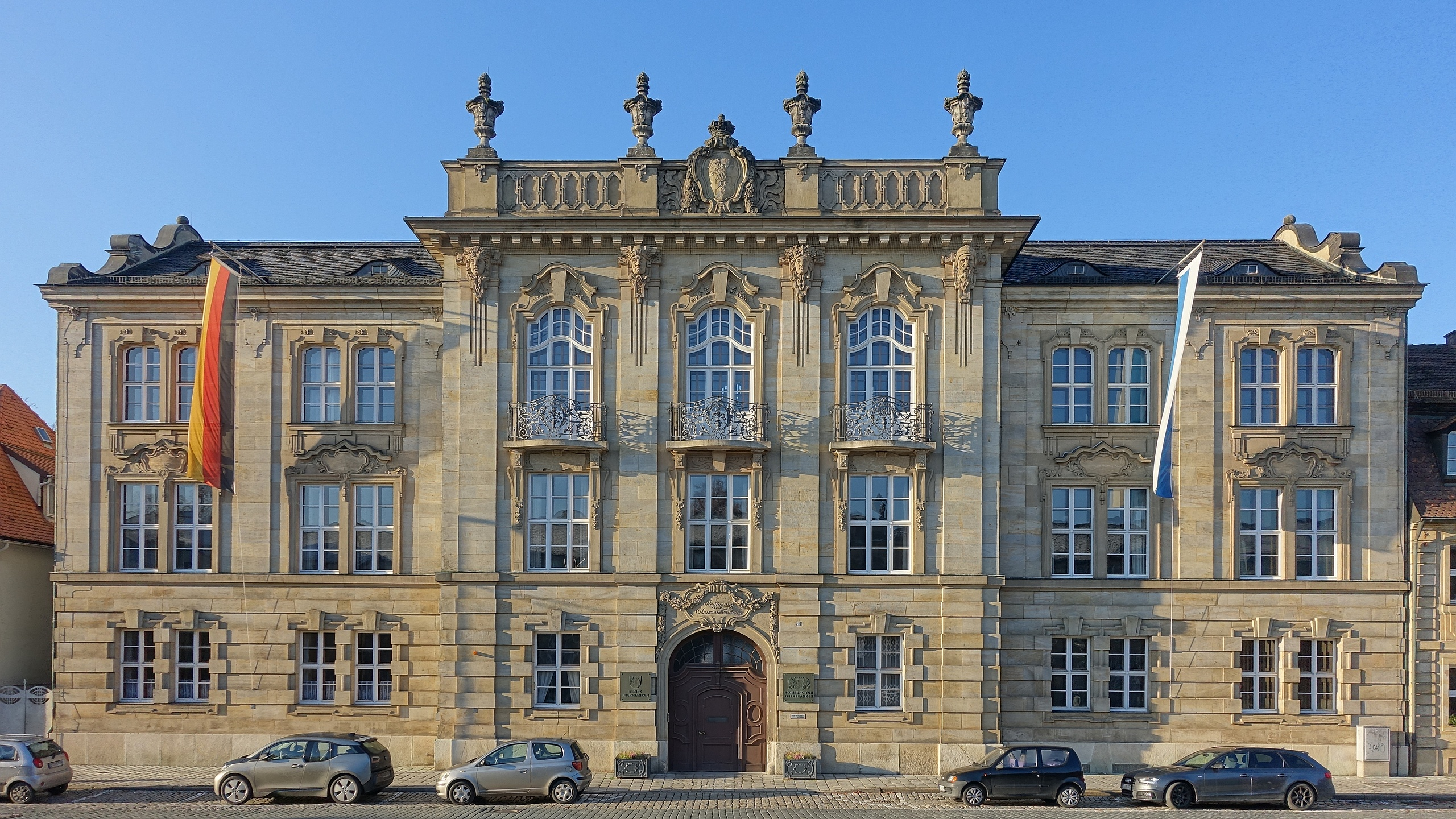
バイロイトのオーバーフランケン行政管区本部

オーバーフランケン行政管区は、4つの郡独立市と9つの郡から成る。

### 郡独立市
1. バンベルク
2. バイロイト
3. コーブルク
4. ホーフ

### 郡
1. バイロイト郡
2. バンベルク郡
3. コーブルク郡
4. フォルヒハイム郡
5. ホーフ郡
6. クローナハ郡
7. クルムバッハ郡
8. リヒテンフェルス郡
9. ヴンジーデル・イム・フィヒテルゲビルゲ郡

（1973年4月30日までヴンジーデル・イム・フィヒテルゲビルゲ郡は、単にヴンジーデル郡と称していた。）

## 経済
失業率は、2006年3月現在で10.7%、前年は11.5%であった。

### オーバーフランケンの産業分野
全被雇用者の1/4が、自動車・オートバイといったモーター産業の下請け業に従事している。
有力な業種と雇用者数を列記する。（2005年9月現在）：
- プラスチック器具製造 (16,100人）
- 機械組み立て業（13,400人）
- セラミック産業およびガラス産業（11,700人）
- 金属製品（9,900人）
- 繊維産業（9,400人）
- 食品産業
- 観光・行楽業

オーバーフランケンには、ヨーロッパで三番目の規模を持つ工業地域がある。ホーフ - バイロイト - クルムバッハ 一帯は、ドイツでも重要な繊維産業の中心地である。ヴンジーデル郡は、ドイツのセラミック産業（家庭用陶磁器、業務用陶磁器、技術用セラミック）の中心地であり、リヒテンフェルス郡 - コーブルク郡は、ドイツの布張り・革張り家具の中心地となっている。
オーバーフランケンの業者利益団体には、バイロイトのオーバーフランケン商工会議所、コーブルクの商工会議所およびバイロイトのオーバーフランケン手工業者組合がある。

## 交通

### 道路
- アウトバーン：A3, A9/E51, A70/E48, A72/E441, A73, A79
- 連邦道：B2, B4, B22, B85, B89, B173, B289, B303/E48, B470

### 鉄道
（幹線）
- ミュンヘン - ニュルンベルク - バンベルク - リヒテンフェルス - ザールフェルト - ベルリン (ICE)
- カールスルーエ - シュトゥットガルト - ニュルンベルク - バイロイト - ケムニッツ - ドレスデン
- コーブルク - リヒテンフェルス - バンベルク - ニュルンベルク
- レーゲンスブルク - マルクトレドヴィッツ - ホーフ - ライプツィヒ
- ヴュルツブルク - バンベルク - ホーフ
- ヴュルツブルク - バンベルク - バイロイト

### 航空便
- ホーフ - フランクフルト・アム・マイン

### 自転車道
- マイン自転車道
- ザーレ自転車道

### 遊歩道
- レンシュタイクの一部
- フィヒテル山地のハイキングコース
- バート・シュタッフェルシュタイン - レーゲンスブルク間のマインドナウ遊歩道
- ザール＝シュレジエン遊歩道
- フランケン遊歩道

## 引用
1. ↑  https://www.statistikdaten.bayern.de/genesis/online?operation=result&code=12411-003r&leerzeilen=false&language=de Genesis-Online-Datenbank des Bayerischen Landesamtes für Statistik Tabelle 12411-003r Fortschreibung des Bevölkerungsstandes: Gemeinden, Stichtag (Einwohnerzahlen auf Grundlage des Zensus 2011)